# 사디즘

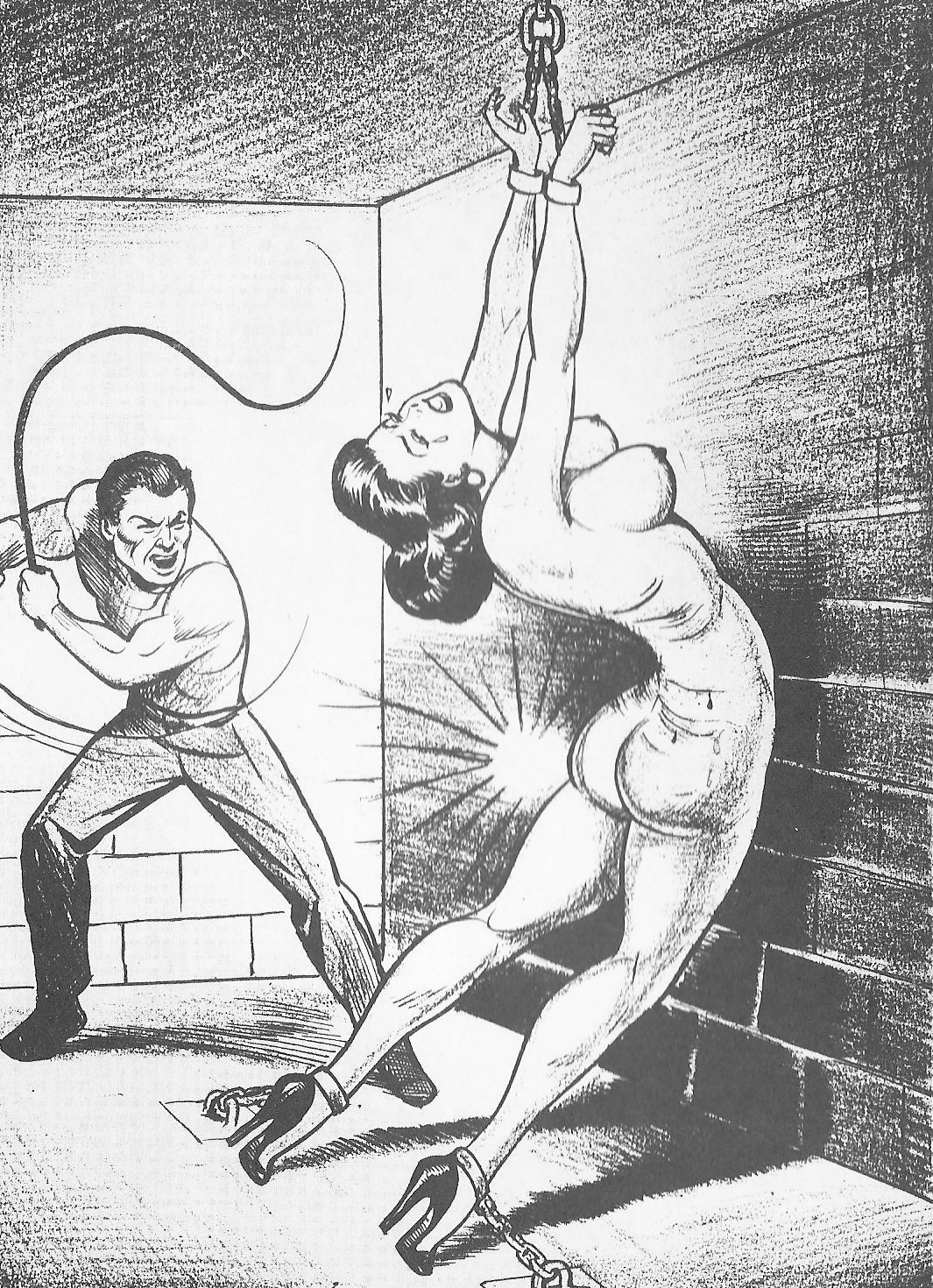

사디즘(sadism)은 상대 (동물 포함)를 신체적으로 학대를 주거나 정신적으로 고통을 주어 성적 쾌감을 주는 것을 의미한다. 또한 그런 행위를 하고 있는 자신을 망상하고 상대의 고통의 표정을 상상하고 성적 흥분을 얻는 성적 취향 중 하나의 유형이다. 극단적인 경우 정신적 장애로도 간주된다. 반대의 경우 마조히즘이라고 부른다.

## 같이 보기
- 쾌락살인
- 도나시앵 알퐁스 프랑수아 드 사드